# Gaillard (Alta Saboya)
 Gaillard  es una población y comuna francesa, en la región de Ródano-Alpes, departamento de Alta Saboya, en el distrito de Saint-Julien-en-Genevois y cantón de Annemasse-Sud.

## Demografía
| 4568 | 6233 | 9027 | 9079 | 9592 | 9949 |
| Para los censos de 1962 a 1999 la población legal corresponde a la población sin duplicidades (Fuente: INSEE [Consultar]) |      |      |      |      |      |